# 콘트랙트 브리지

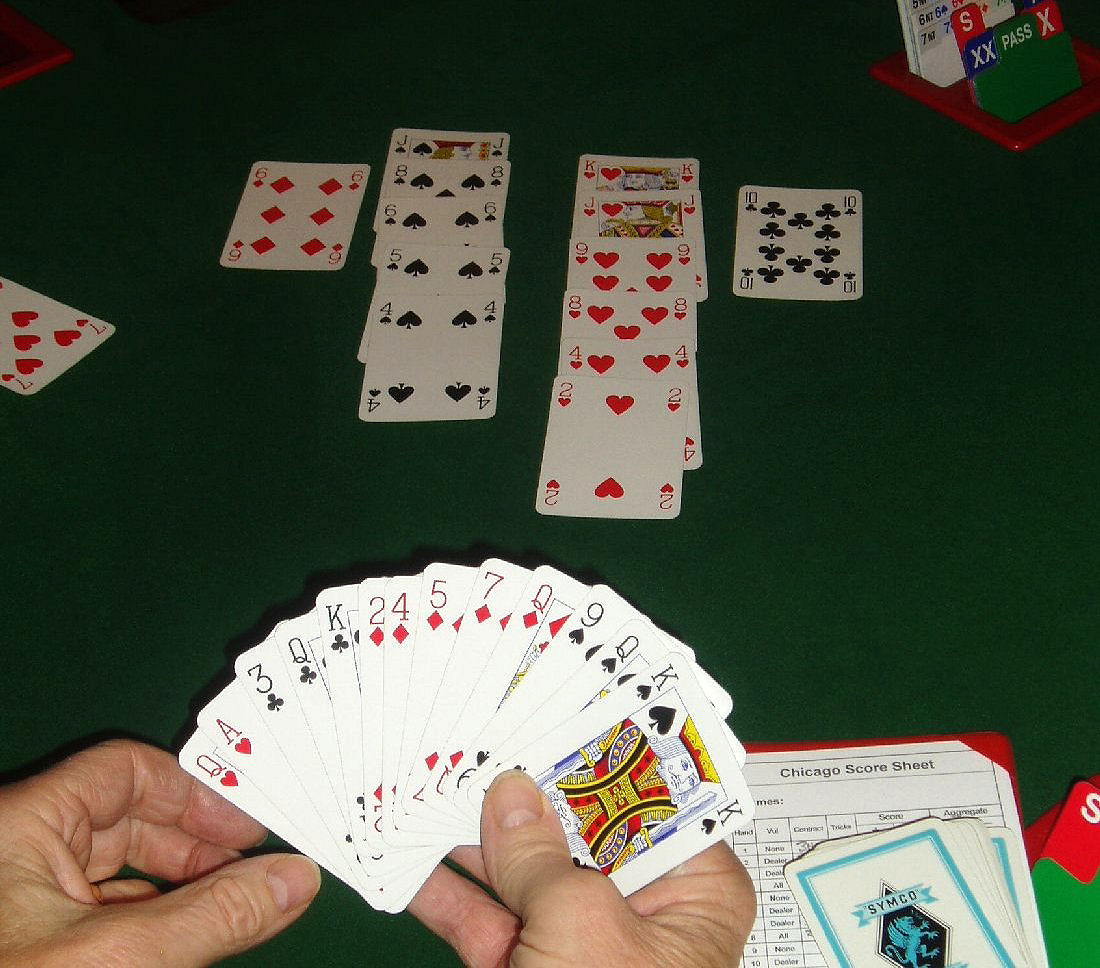
콘트랙트 브리지

콘트랙트 브리지(영어: contract bridge)는 카드를 사용한 트릭 테이킹 카드 게임의 하나이다. 간단하게 브리지(영어: bridge)라고도 불린다. 4명이서 한다.